# Bean Station
Bean Station – miasto w Stanach Zjednoczonych, w stanie Tennessee, w hrabstwie Grainger.